# Pristoceuthophilus tuberculatus
Pristoceuthophilus tuberculatus är en insektsart som först beskrevs av Andrew Nelson Caudell 1908.  Pristoceuthophilus tuberculatus ingår i släktet Pristoceuthophilus och familjen grottvårtbitare. Inga underarter finns listade i Catalogue of Life.